# Jacob Frey
Jacob Lawrence Frey (Oakton, 23 luglio 1981) è un politico e avvocato statunitense, sindaco di Minneapolis dal 2 gennaio 2018 Le sue posizioni politiche sono considerate progressiste.

## Biografia
Nato e cresciuto ad Oakton, in Virginia, da genitori di religione ebraica, ha studiato presso la Oakton High School di Vienna per poi iscriversi al College di William e Mary di Williamsburg. Al college ha preso parte alle gare di fondo e di corsa campestre, vincendo la 5 km della CAA nel 2002.
Nel 2004 ha conseguito il bachelor of arts in governo. Dopo gli studi ottenne un contratto per rappresentare gli Stati Uniti in atletica leggera maschile ai XV Giochi panamericani, classificandosi al 4º posto nella maratona. Nello stesso periodo proseguì gli studi di giurisprudenza presso la Scuola di legge Charles Widger dell'Università di Villanova, laureandosi cum laude e ottenendo il titolo di Juris Doctor nel 2009.
Terminati gli studi si trasferì a Minneapolis e iniziò a lavorare presso lo studio legale Faegre & Benson prima di trasferirsi a Halunen & Associates. Nel 2011 prestò servizi legali alle famiglie colpite dall'uragano che si abbatté nella zona settentrionale della città in quell'anno. Fondò inoltre la Big Gay Race, una maratona solidale per raccogliere fondi in favore del Minnesotans United for All Families, un gruppo politico impegnato nella promozione del diritto al matrimonio tra persone dello stesso sesso.

## Carriera politica

### Consigliere comunale (2013-2018)
Si presentò alle elezioni comunali del 2013 per il 3° ward, ottenendo l'appoggio del Partito Democratico-Contadino-Laburista del Minnesota (DLF). Con oltre il 60% dei voti fu eletto al consiglio comunale rimanendo in carica fino al 2018. Durante il suo mandato si occupò principalmente di ambiente e problematiche sociali: nel 2016 propose un'ordinanza per bilanciare l'entità delle multe in relazione a quanto la persona multata ha inquinato, ricevendo il plauso della conferenza dei sindaci statunitensi del 2018.
Tentò inoltre di promulgare un'ordinanza che richiedesse ai locatori di presentare le informazioni di registrazione per il voto ai locatari. Ripresa come modello anche dalla gemella Saint Paul, l'ordinanza è stata bollata come incostituzionale da una corte federale.

### Sindaco di Minneapolis (dal 2018)
Dopo aver annunciato la candidatura il 3 gennaio 2017, si è presentato alle elezioni del 7 novembre successivo, ottenendo il 57% dei voti contro il rappresentante Raymond Dehn e altri 13 candidati, tra cui il sindaco uscente Betsy Hodges. Ha prestato giuramento il 2 gennaio 2018.

## Vita privata
Jacob Frey ha sposato la prima moglie, Michelle Lilienthal, nel 2009. Hanno divorziato all'inizio del 2014.
Frey incontrò la seconda moglie, Sarah Clarke, attraverso l'organizzazione della comunità a Minneapolis. La coppia si è sposata nel luglio 2016. Clarke è una lobbista di Hylden Advocacy & Law, dove rappresenta diverse organizzazioni commerciali, non profit e comunitarie presso la legislatura del Minnesota e le agenzie del ramo esecutivo. Hanno avuto una figlia nel settembre 2020, Frida Jade.
Frey è un ebreo riformato e frequenta due sinagoghe riformate a Minneapolis, Temple Israel e Shir Tikvah, insieme a sua moglie, che si è convertita all'ebraismo.